# Бумсланг
Бумсланг (Dispholidus typus) e голяма африканска змия от семейство Смокове и единствен представител на род Бумсланги (Dispholidus). Често е бъркана със зелената мамба. Името на бумсланга произлиза от африкаанс: boom – дърво, slang – змия. През 1957 г. от ухапване на бумсланг загива известният американски зоолог херпетолог Карл Шмит.

## Физически характеристики
На дължина достига 1,0 – 1,8 (3,0) (1,25 )метра. Окраската ѝ е различна, най-често яркозелена, но може да е на ивици, синкаво-зеленикава, маслинена, жълто-кафява, даже и чисто черна. Коремът най-често е жълто-зелен. Мъжките са по-ярко оцветени.

## Разпространение и местообитание
Широко разпространена е в Мозамбик и Танзания. Среща се в ЮАР, отделни находища има в Ботсвана, Кения, Замбия, Зимбабве и Малави. Обитава савани и сезонни тропически гори.

## Начин на живот и хранене
Силно отровна змия. Отровните зъби са задни с външен канал. Отровата си вкарва в плячката чрез предъвкване. Тя е букет от невротоксини и цитотоксини. Според някои автори (Dobiey M.) е най-отровната африканска змия, но това не е напълно доказано. Спокойна и неагресивна змия, която хапе изключително рядко. Даже и тогава 90% от ухапванията са сухи – не отделя отрова. Храни се главно с птици, по-рядко с яйца, малки гризачи, влечуги (особено хамелеони). Изключително дървесен вид.

## Размножаване
Снася средно около 12 яйца. (8 – 20)